# Cloche de l'église de Saint-Martin-d'Ary
La cloche de l'église Saint-Martin à Saint-Martin-d'Ary, une commune du département de la Charente-Maritime dans la région Nouvelle-Aquitaine en France, est une cloche de bronze datant de 1668. Elle a été classée monument historique au titre d'objet le 30 septembre 1911. 
Inscription : « IE SUIS FAICTE POUR LE SERVICE DE LA PAROISSE DE ST MARTIN D'ARY L'AN 1668 ».